# Centro de Liberdades Civis
O Centro de Liberdades Civis (em inglês, Center for Civil Liberties) é uma organização internacional de defesa dos direitos humanos, liderada pela advogada ucraniana Oleksandra Matviichuk. Foi fundada em 2007, em Kiev, Ucrânia, com o objetivo de pressionar o governo da Ucrânia a tornar o país mais democrático.
O Centro de Liberdades Civis foi laureado com o Nobel da Paz de 2022, juntamente com Ales Bialiatski e com a organização Memorial. Este foi o primeiro Prêmio Nobel concedido a um cidadão ou organização ucraniana.

## História
O Centro de Liberdades Civis foi fundado em Kiev, Ucrânia, em 30 de maio de 2007. A organização está empenhada em introduzir emendas legislativas na tentativa de tornar a Ucrânia mais democrática e melhorar o controle público das agências de aplicação da lei e do judiciário.
Na época dos protestos da Euromaidan 2013–2014, o grupo iniciou o projeto SOS da Euromaidan para dar apoio legal aos manifestantes que participaram e monitorar os abusos cometidos pelas forças de segurança do então presidente Viktor Ianukovytch.
Após a anexação russa da Crimeia em 2014 e o início da guerra em Donbas (também em 2014), a organização começou a documentar a perseguição política na Crimeia e crimes no território controlado pelo separatista russo República Popular de Lugansk e República Popular de Donetsk. A organização também iniciou campanhas internacionais para a libertação de pessoas presas ilegalmente na Rússia, Crimeia anexada à Rússia e Donbas.
Após a invasão russa em 2022, o Centro de Liberdades Civis da Ucrânia também começou a documentar os crimes de guerra russos cometidos durante a guerra. O Comité Nobel Norueguês disse em 2022 que a organização estava "desempenhando um papel pioneiro ao responsabilizar os culpados por seus crimes".
Em 7 de outubro de 2022, o Centro das Liberdades Civis recebeu o Prêmio Nobel da Paz de 2022, juntamente com Ales Bialiatski e com a organização russa Memorial. Este foi o primeiro Prêmio Nobel concedido a um cidadão ou organização ucraniana. Na ocasião de uma conferência de imprensa de 8 de outubro de 2022, a chefe do Centro de Liberdades Civis, Oleksandra Matviichuk, admitiu que nem o presidente ucraniano Volodymyr Zelensky nem qualquer outro funcionário do governo (ucraniano) havia parabenizado o Centro de Liberdades Civis pela conquista do Prêmio Nobel. Matviichuk disse que eles poderiam ter tentado, mas que poderiam ter sido mal sucedidos porque ela e sua colega "estavam apenas retornando de uma viagem de negócios".

## Nome
De acordo com o estatuto da organização, o nome completo da organização é "Organização Centro de Liberdades Civis da Sociedade Civil" (Centre for Civil Liberties Civil Society Organisation) e a denominação abreviada é "Centro de Liberdades Civis" (Centre for Civil Liberties). Em seu site, a organização se autodenomina, em sua maioria, Centro de Liberdades Civis.